# العلاقات الإكوادورية الفلسطينية
العلاقات الإكوادورية الفلسطينية هي العلاقات الدولية التي تربط بين الإكوادور ودولة فلسطين. تمتلك دولة فلسطين سفارة لها في العاصمة الإكوادورية كيتو، كما للإكوادور سفارة لها في مدينة البيرة بالضفة الغربية.

## التاريخ
اعترفت الإكوادور بدولة فلسطين دولة حرة ومستقلة على حدود حرب 1967.
أيدت الإكوادور في 29 نوفمبر 2012 قرار الجمعية العامة للأمم المتحدة 67/19 لمنح دولة فلسطين صفة دولة مراقب غير عضو في الجمعية العامة للأمم المتحدة.
بعد الحرب الإسرائيلية على قطاع غزة عام 2014، قررت الإكوادور افتتاح سفارة لها لدى فلسطين حيث اعتبرته ردًا سياسيًا على الحرب. لاحقًا وُقعت اتفاقية لتبادل مقرات السفارات والسكن بين الدولتين. افتتحت السفارة في 18 مارس 2015.
عام 2016 أرسلت دولة فلسطين وفدًا طبيًا بواسطة الوكالة الفلسطينية للتعاون الدولي إلى الإكوادور لتقديم المساعدة لضحايا الزلزال الذي أصابهم.
في 11 يوليو 2018، عُقدت الجولة الأولى من المشاورات السياسية بين الإكوادور وفلسطين في العاصمة كيتو، حيث ناقش الطرفان وضع خطط عمل وخارطة طريق لتنفيذ الاتفاقيات التي وُقعت بين البلدين في مجالات الزراعة، والتعليم، والثقافة، والتنمية الاجتماعية، والرياضة، والسياحية، والنيابة العامة والتعاون الجنائي، إضافة إلى تشكيل لجنة وزارية مشتركة لتسهيل تنفيذ التعاون بينهما.
في 24 يوليو 2019، عقدت وزارة الخارجية الفلسطينية مؤتمرًا لأعمال سفرائها لدى أمريكا اللاتينية في العاصمة كيتو.
في 19 نوفمبر 2021، عقدت الجولة الثانية من المشاورات السياسية بين البلدين عبر تقنية الفيديو.
في 4 سبتمبر 2022، اجتمع وزير الخارجية الفلسطيني المالكي مع مسؤول العلاقات الخارجية لجمهورية الإكوادور لويس ڤايس في رام الله، وحثهم على إغلاق مكتب الابتكار الإكوادوري الذي افتتح في القدس كونه مخالفًا لقرارات الأمم المتحدة.

## تبادل السفراء
عام 2012 تم اعتماد سفراء غير مقيمين لكلا الدولتين.

### سفراء فلسطين
سّلم هاني الريماوي أوراق اعتماده سفيرًا لدولة فلسطين لدى الإكوادور في 22 أبريل 2014 كأول سفير مقيم.

### سفراء الإكوادور
في 18 مارس 2015، سلّم خافير سانتوس أوراق اعتماده إلى وزير الخارجية، وفي 5 يوليو 2015، أعاد تسليمها إلى الرئيس محمود عباس سفيرًا للإكوادور لدى فلسطين.
شغل لويس اريلانو جيباجا، ونيبيل مونتينيغرو منصب السفير.
في 23 فبراير 2022، سلّم بايرون فينيسيو سوكيلاندا فالديفيسو أوراق اعتماده سفيرًا لجمهورية الإكوادور لدى دولة فلسطين إلى وزير الخارجية والمغتربين رياض المالكي.